# Pseudolobodillo principensis
Pseudolobodillo principensis är en kräftdjursart som beskrevs av Helmut Schmalfuss och Franco Ferrara 1983. Pseudolobodillo principensis ingår i släktet Pseudolobodillo och familjen Armadillidae. Inga underarter finns listade i Catalogue of Life.